# Broadcast Driver Architecture
Die Broadcast Driver Architecture (BDA) ist eine von Microsoft entwickelte Treiberarchitektur für die Verwendung von TV- und Radioempfängern (PCI, PCIe und USB) unter Windows.
Sie überträgt die Daten von einem DVB- oder ATSC-Tuner in digitaler Form an die Anwendungssoftware und stellt derzeit den Standard dar. Hersteller von DVB-Software müssen daher nur Unterstützung für BDA in ihre Software einbauen, damit diese mit jeglicher DVB-Hardware verwendet werden kann, für die ein BDA-Treiber zur Verfügung steht. Dieser übernimmt dann die Verbindung zwischen der Hardware und der BDA-Schnittstelle der Software. Mit der inzwischen weiten Verbreitung von BDA hat dies für den Nutzer den Vorteil, dass er fast jede DVB-Hardware mit jedem auf dem Markt befindlichen Programm zum Betrachten digitalen Fernsehens verwenden kann, das BDA unterstützt. Er ist somit nicht an die mitgelieferte Software gebunden und kann die Software auswählen, deren Bedienung und Funktionsumfang ihm am besten gefällt. Lediglich die Umsetzung von DiSEqC ist in BDA nicht vollständig standardisiert, sodass Entwickler von DVB-Software ihr Programm insbesondere für andere DiSEqC-Versionen als 1.0 für die einzelnen TV-Karten-Hersteller anpassen müssen.
Für den Empfang von Daten-Streams über DVB (z. B. Internetzugang über Satellit) werden Netzwerkfunktionen unterstützt, die das Einbinden von DVB-PCI-Karten als normale Netzwerkkarte zulässt.
Vorgänger von BDA ist etwa Video for Windows (VFW).
Anwendungssoftware, die BDA-Treiber benötigt, ist zum Beispiel Windows XP Media Center Edition.
Die PBDA (Protected Broadcast Driver Architecture) macht eine Verschlüsselung der Übertragung als Kopierschutz möglich.